# ماريانو غيريرو
ماريانو غيريرو (بالإسبانية: Mariano Guerreiro) هو لاعب كرة قدم أرجنتيني في مركز الهجوم، ولد في 20 يناير 1993 في La Carlota, Argentina ‏ في الأرجنتين. لعب مع أرجنتينوس جونيورز وانيستتوتو.

## وصلات خارجية
- ماريانو غيريرو على موقع قاعدة بيانات كرة القدم.إي يو (الإنجليزية)
- ماريانو غيريرو على موقع Soccerway.com (الإنجليزية)